# Marylebone Cricket Club
El Marylebone Cricket Club (MCC), también conocido como Lord's, es un club privado de críquet fundado en Londres. Es uno de más antiguos y prestigiosos clubes deportivos del mundo.

## Características
O "el hogar del cricket" fue fundado en 1787 y está en su actual sede en St John's Wood desde 1814. 
Después la fundación del MCC se fijaron las reglas y se supervisó el juego y es más conocido por ser el lugar donde se disputa la Copa Mundial de Críquet en 1975. Una organización sin fines de lucro los fondos que genera de la celebración de la « Test Cricket » de los « One Day International » (ODI) son utilizados por la para desarrollar el de críquet.
Será escenario de las competencias de tiro con arco en los Juegos Olímpicos de Londres 2012.

## Miembros

Bandera del MCC

El MCC cuenta con maximum 18 000 miembros de pleno derecho, incluyendo miembros temporales, templares y honorarios.

### Membresía
Para llegar a ser un miembro de pleno derecho o atemporal, el solicitante debe obtener cartas de apoyo de tres miembros de pleno derecho, dos de los cuales debe haber conocido al solicitante durante al menos cinco años. El nombre se añadirá a los candidatos de la lista. 

## Patronazgo
S.A.R. el príncipe Felipe de Edimburgo es expresidente del MCC.